# 方兴起
方兴起（1950年2月—2022年12月1日），男，湖北武汉人，中国经济学家，华南师范大学经济与管理学院教授、博士生导师。曾任清远市人民政府副市长。